# Авак
Авак (также йебу, авок; англ. awak, yebu, awok; самоназвание: nìín yěbù) — адамава-убангийский язык, распространённый в восточных районах Нигерии. Входит в состав ветви ваджа-джен подсемьи адамава.
Численность говорящих — около 6000 человек (1995). Письменность основана на латинском алфавите.

## О названии
Самоназвание языка авак — nìín yěbù, самоназвание этнической общности авак — yěbù. Известен также такой вариант произношения названия языка авак как авок (awok). В издании An Atlas of Nigerian Languages Р. Бленч называет йебу основным наименованием языка, а авак, или авок — локальным.

## Классификация
По классификации, представленной в справочнике языков мира Ethnologue, язык авак вместе с языком камо входит в состав подгруппы авак группы ваджа ветви ваджа-джен подсемьи адамава адамава-убангийской семьи.
В классификации Р. Бленча язык авак вместе с языками тула, камо, дадийя, бангвинджи и ваджа образует подгруппу вийяа, которая включена в группу ваджа подсемьи адамава адамава-убангийской семьи.
В классификации У. Кляйневиллингхёфера, опубликованной в базе данных по языкам мира Glottolog, ветвь языков ваджа-джен (с языком авак в её составе) отнесена к семье гур. Язык авак вместе с языком камо в рамках этой семьи образуют языковое единство — авак-камо, которое последовательно включается в следующие языковые объединения: языки тула, языки тула-ваджа, языки ваджа-джен, языки центральные гур и языки гур. Последние вместе с адамава-убангийскими языками и языками гбайя-манза-нгбака образуют объединение северных вольта-конголезских языков.
По общепринятой ранее классификации Дж. Гринберга, язык авак вместе с языками чам, мона, тула, дадийя, ваджа и каму образуют одну из 14 групп адамава-убангийской семьи.

## Лингвогеография

### Ареал и численность
Область распространения языка авак размещена в восточной Нигерии на территории штата Гомбе — в районе Калтунго, в 10 километрах к северо-востоку от населённого пункта Калтунго.
Ареал языка авак с севера, запада и юго-запада граничит с ареалом западночадского языка тангале, с остальных сторон область распространения языка авак окружена ареалами близкородственных адамава-убангийских языков: с северо-востока к ареалу языка авак примыкает ареал языка камо, с юга и востока — ареал языка тула.
По данным 1962 года численность носителей языка авак составляла 2035 человек. Согласно сведениям, представленным в справочнике Ethnologue, численность говорящих на языке авак в 1995 году составляла 6000 человек. По современным оценкам сайта Joshua Project численность носителей этого языка составляет 11 000 человек (2017).

### Социолингвистические сведения
Согласно данным сайта Ethnologue, по степени сохранности язык авак относится к так называемым устойчивым языкам, не имеющим стандартной формы, но активно используемым в устном общении. На этом языке говорят все поколения представителей этнической общности авак, включая младшее. Как второй язык среди представителей авак распространён западночадский язык хауса. С 2012 года ведётся обучение чтению и письму на языке авак. В основном представители этнической общности авак придерживаются традиционных верований (55 %), значительная часть авак исповедует христианство (40 %), есть также мусульмане (3 %).

## Письменность
С недавнего времени для языка авак разработана письменность, основанная на латинице. В 2007 году опубликована книга Reading and Writing Book. В 2012 году был готов к печати перевод Евангелия. Также на языке авак имеются аудиозаписи с библейскими текстами.